# Groupe de l'Union démocratique du Manifeste algérien (Conseil de la République)
Pour les articles homonymes, voir Groupe de l’Union démocratique du Manifeste algérien.
Le groupe de l’Union démocratique du Manifeste algérien (UDMA) est un ancien rassemblement parlementaire français ayant existé au Conseil de la République entre 1946 et 1947.
Groupe le moins nombreux de la chambre avec celui musulman algérien indépendant avec seulement quatre adhérents, il rassemble des conseillers de la République rattachés à l’Union démocratique du Manifeste algérien lors du premier triennat de la chambre haute. Il est rattaché au groupe communiste à partir de 1947.

## Historique
Le groupe de l’Union démocratique du Manifeste algérien (UDMA) est officiellement fondé au Conseil de la République le 26 décembre 1946 par 4 conseillers de la République. Après l’adoption d’une partie des articles du règlement définitif de la chambre, le groupe est à nouveau constitué au sens de l’article 16 le 22 janvier 1947. Cependant, au 7 mai 1947, il est rattaché administrativement au groupe communiste au sens de l’article 15 du règlement. À l’automne 1947, les différents membres du groupe de l’Union démocratique du Manifeste algérien démissionnent successivement de leurs mandats, ce qui provoque des modifications aux listes électorales et la dissolution in fine du groupe le 12 décembre. Aucun groupe de l’UDMA n’est formé après le scrutin de 1948,,,,,,,.
Selon le Dictionnaire des parlementaires français, Hocine Ahmed-Yahia, Ahmed Boumendjel, Mohamed el-Aziz Kessous et Ahmed Tahar entrent au Conseil de la République sous l’étiquette de l’union démocratique pour le Manifeste algérien. Un « groupe du Manifeste algérien » aurait été formé avec Ahmed Boumendjel et trois autres conseillers de la République avant le renouvellement de 1948,.

## Organisation

### Présidence
| Président        | Triennat  | Mandat                        | Autre fonction exercée simultanément |
| ---------------- | --------- | ----------------------------- | --- |
| El-Hadi Mostefaï | 1946-1948 | 22 janvier — 12 décembre 1947 | Conseiller de la République (1946-1947), élu dans la circonscription de Constantine (2e collège) Secrétaire du Conseil de la République (1947) |

### Affiliations au groupe
Initialement, les adhésions partisanes personnelles font l’objet d’une publication au Journal officiel au sens d’une motion adoptée par le Conseil de la République le 24 décembre 1946 qui permet d’établir une commission du règlement proportionnellement au poids politique de chaque groupe de la chambre. 
| Date             | Composition du groupe | Composition du groupe | Liste détaillée                                                             |
| Date             | Type                  | Nombre                | Liste détaillée                                                             |
| ---------------- | --------------------- | --------------------- | --------------------------------------------------------------------------- |
| 26 décembre 1946 | Adhésion pleine       | 4                     | Abdesselam Benkhelil, Abdelkader Mahdad, El-Hadi Mostefaï et Chérif Saadane |

## Chronologie
| Triennat  | Création         | Intitulé de groupe                                   | Intitulé de groupe | Adhésion à un autre groupe | Adhésion à un autre groupe | Composition | Composition | Composition | Position | Position |
| Triennat  | Création         | Dénomination                                         | Abréviation        | Type                       | Groupe relié               | Membres     | Apparentés  | Rattachés   | Poids    | Rang     |
| --------- | ---------------- | ---------------------------------------------------- | ------------------ | -------------------------- | -------------------------- | ----------- | ----------- | ----------- | -------- | -------- |
| 1946-1948 | 26 décembre 1946 | Groupe de l’Union démocratique du Manifeste algérien | UDMA               |                            |                            | 4           | 0           | 0           | 4 / 260  | 7e       |
| 1946-1948 | 7 mai 1947       | Groupe de l’Union démocratique du Manifeste algérien | UDMA               | Rattachement administratif | Groupe communiste          | 4           | 0           | 0           | 4 / 302  | 9e       |